# Jack Bruce
Jack Bruce (eredeti nevén John Symon Asher Bruce; Bishopbriggs, East Dunbartonshire, Skócia, 1943. május 14. – 2014. október 25.) skót zenész, zeneszerző, leginkább a legendás rocktrió, a Cream alapító tagjaként közismert. Az együttes feloszlása utáni szólókarrierje több évtizedet ölel át – bár több hangszeren játszik, leginkább basszusgitáros-énekes szerepben ismert, aki „világszínvonalú úttörője fő hangszerének, zeneszerzője korunk legismertebb rockdalainak, képzett klasszikus, latin- és dzsesszzenész, orgánuma a popzene egyik legjellegzetesebb, leghangulatosabb énekhangja”. A The Sunday Times cikke szerint „...sokak szerint minden idők legnagyobb basszusgitárosa”.

## Korai évek
Muzikális szülők gyermekeként született. Gyakori költözéseik miatt a fiatal Bruce tizennégy különböző iskolába járt. Tizenévesen egy Fender Jazz Bass basszusgitáron kezdett játszani és elnyert egy ösztöndíjat a Skót Királyi Akadémia „zene és dráma” tagozatán cselló és zeneszerzés szakon. Az akadémiai évek alatt, hogy eltartsa magát, Jim McHarg Scotsville Jazzband nevű együttesében játszott. Az akadémián nem nézték jó szemmel, hogy a diákok dzsesszt játszanak. „Ezt találták ki...” mondta Bruce a Musician újságírójának Jim Macnie-nek „...úgyhogy mondtam: vagy abbahagyják, vagy elmegyek – így hát otthagytam az akadémiát.”.

## Pályája
Érettségi után, Olaszországban turnézott, nagybőgőn játszott a Murray Campbell Big Bandben. 1962-ben – mint bőgős – belépett Alexis Korner Blues Incorporated együttesébe, ahol egyébként ekkor Charlie Watts, a későbbi The Rolling Stones tag dobolt. A zenekar tagja volt még az orgonista Graham Bond, a szaxofonos Dick Heckstall-Smith és a dobos Ginger Baker. 1963-ban, az együttes feloszlása után a Graham Bond Quartetben folytatta tovább a zenélést Bond, Baker és a gitáros John McLaughlin társaságában. A formáció több műfaj elemeit vegyesen használva játszott bebop-dzsesszt, bluest és rhythm and bluest.
A stílusváltás eredményeként ekkoriban Bruce nagybőgőről basszusgitárra váltott. McLaughlin kivált a zenekarból, viszont csatlakozott Heckstall-Smith, és ezzel együtt a banda inkább a tömörebb R&B hangzás felé mozdult el. Ugyanebben az időben nevüket Graham Bond Organizationra változtatták (gyakran GBO-ként is említik), megjelentettek két stúdióalbumot és számos kislemezt, és ugyan üzletileg nem igazán voltak sikeresek, de komoly hatást gyakoroltak a kortárs zenészekre – így például Keith Emersonra (Emerson, Lake & Palmer), Jon Lordra (Deep Purple) és Bill Brufordra (Yes).
1960-ban rövid életű házasságot kötött. Egy fia született ebből a kapcsolatból, de elidegenedtek egymástól. 1964-ben Bruce feleségül vette második feleségét, Janet Godfrey-t – két közös gyermekük született, 1973-ban elváltak.
Abban az időben, amikor Bruce és Ginger Baker együtt játszott a GBO-ben, hírhedtek voltak veszekedéseikről, viszályaikról. Számos történet van olyan eseményről, amikor egymás színpadi felszerelését összetörték. A kapcsolat annyira elmérgesedett, hogy Bruce 1965 augusztusában elhagyta az együttest.
Távozása után rögzített egy szóló kislemezt I'm Gettin Tired címmel a Polydor Recordsnál. Ezután csatlakozott John Mayall együtteséhez, a John Mayall & the Bluesbreakershez, ahol ekkoriban Eric Clapton volt a gitáros. Rövid tartózkodása alatt nagyon jó baráti viszonyba került Claptonnal. A Universal Deluxe című dupla Blues Breakers with Eric Clapton koncertlemez összes számán közreműködött – a lemez végül nem került kiadásra, mert technikai korlátok miatt nagyon rossz minőségű lett a felvétel.
A Bluesbreakersben történő vendégszereplés után Jack belekóstolhatott az igazi kereskedelmi sikerbe a Manfred Mann tagjaként – Pretty Flamingo című kislemezük slágerlista első lett, illetve az Asylum című úttörő dzsessz-rock instrumentális középlemezük nagyon jó eladási mutatókat produkált. A Cream: Disraeli Gears című VH1 televízió-műsorban John Mayallal készült interjú keretében azt állította, hogy Bruce-t a kereskedelmi sikerek csábították át a Manfred Mannbe. Mann úgy emlékezett az esetre, hogy mindenféle próba nélkül elhívta Bruce-t a lemezfelvételre, ahol Jack elsőre hiba nélkül feljátszotta a szólamát – Bruce rutinjának köszönhetően vélhetően nyilvánvalóak voltak számára az akkordváltások. A Manfred Mann-nel készült összes felvétel Down the Road Apiece címmel elérhető egy négy lemezt tartalmazó CD Box Setben, az EMI kiadásában.
A Manfred Mannben töltött időszakban újra együtt játszott Eric Claptonnal egy Powerhouse nevű formációban. Az együttes tagja volt még Steve Anglo álnéven a The Spencer Davis Group tag Steve Winwood is. Három számmal szerepeltek az Elektra kiadó egy What's Shakin című válogatásalbumán, ebből két szám – a Crossroads és a Steppin' Out, illetve a Claptonnal kialakult baráti és munkakapcsolat már előre vetítette a következő zenekart.

### Cream
1966 júliusában Jack Bruce, Eric Clapton és Ginger Baker megalapította a Cream nevű együttest. A sajtó „supergroup”-ként emlegette őket, hiszen külön-külön is elismert és közismert zenészek voltak. Az együttes ötlete Claptontól származott, aki ekkoriban látta Buddy Guyt zenélni trió (gitár, basszusgitár, dob) felállásban és lenyűgözte a kevés hangszer ellenére rendkívül tömör, sodró hangzás. Clapton valami hasonlót szeretett volna összehozni, és ehhez a legkiválóbb basszusgitárosra és dobosra volt szüksége, azonban arról fogalma sem volt, hogy Baker és Bruce haragban vannak egymással. A viszály ellenére sikerült összehozni a csapatot, Clapton úgy ír erről önéletrajzi könyvben, hogy Ginger Baker autójában utazott, amikor felvetette a közös együttes alapításának ötletét, és Baker majdnem az árokba hajtott, amikor meghallotta, hogy újra Bruce-szal kellene együtt játszania. Mivel Clapton jó viszonyban volt mindkettejükkel, ezért egyfajta katalizátor szerepét tudta betölteni a másik két tag kapcsolatában.
Az együttes megalakulásával ők lettek az első világhírű úgynevezett power trió. Olyan későbbi együttesekre voltak hatással, mint például a The Jimi Hendrix Experience, a The Police, vagy akár a Motörhead. Az együttesen belül Clapton és Bruce megosztotta egymás közt az énekesi feladatokat. Bruce egy Gibson EB-3 basszusgitárt használt a zenekarban, hangzása meghatározó volt az összképet illetően – befolyást gyakorolt a basszusgitárosok következő generációjára, mint például Sting, Geddy Lee és Jeff Berlin. Jack a legtöbb Cream-sláger társszerzője is –, mint például a Sunshine of Your Love, White Room és az I Feel Free.
1968-ban a Cream rendkívül sikeres volt, stadionokat töltöttek meg, lemezeik eladási rekordokat döntöttek, de a régi ellenségeskedés Bruce és Baker között kiújult, turnéhelyszíneken gyakran külön szállodában laktak, annyira nem tudták egymást elviselni. 1968-ban végül egy utolsó turné zárókoncertje után a Cream feloszlott.

### Szólókarrierje

#### '70-es évek
Bruce karrierjének folytatásaként sok zenész munkájában működött közre rock, dzsessz, blues, fúziós zene, világzene és klasszikus műfajokban. Mindezek mellett egy sor kitűnő szólóalbumot készített az évtizedek során, amelyeken – kontrasztként a session-zenészkénti változatos stílusú munkával – határozottan kötött zenei struktúra figyelhető meg. Ez a kötöttség az élő előadásokon fellazult – hasonlóan a korábbi Cream-koncerteken játszott hosszú improvizációkhoz.
1968 augusztusában – még a Cream feloszlása előtt – Bruce rögzített egy free-dzsessz-albumot John McLaughlin, Dick Heckstall-Smith és Jon Hiseman közreműködésével. Ezt az anyagot adta ki aztán – második szólóalbumaként – 1970-ben Things We Like címmel.

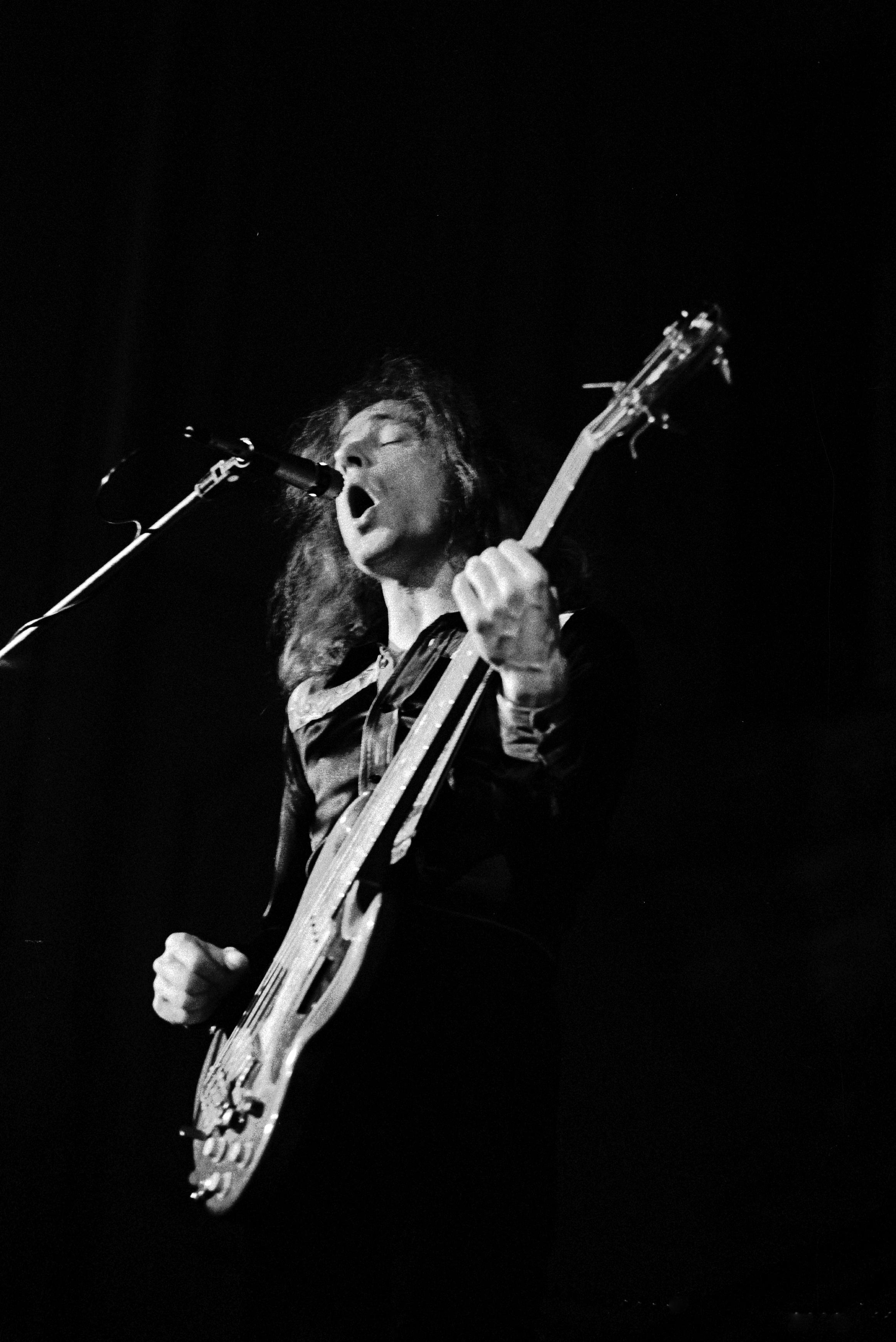
Jack Bruce Hamburgban 1972-ben

Első önálló lemeze Songs for a Tailor címmel 1969 szeptemberében jelent meg Heckstall-Smith és Hiseman közreműködésével. Az album világsiker lett, a lemezbemutató turnén Larry Coryell és Mitch Mitchell is közreműködött. Bruce ezután egy rövid időre csatlakozott a Lifetime fúziós dzsessz-csoporthoz. A formációban Tony Williams volt a dobos, a gitáros John McLaughlin, az orgonista pedig Larry Young. Ebben a felállásban két albumot adtak ki – Bruce a második Turn It Over című lemezen működött közre. A Lifetime nem kapott túl sok kritikai visszajelzést és végül 1971-ben feloszlott. Jack ezután kiadta harmadik szólóalbumát Harmony Row címmel, de ez nem ért el olyan kereskedelmi sikereket, mint a Songs for a Tailor.
1972-ben egy blues-rock power triót alapított West, Bruce and Laing néven. Jack mellett Leslie West énekes-gitárosból és Corky Laing dobosból állt, akik korábban mindketten az amerikai Montain zenekar tagjai voltak. A Montainre erős befolyással volt a Cream. A West, Bruce and Laing két stúdiólemezt vett fel – Why Dontcha és a Whatever Turns You On címmel, és egy élő albumot Live 'n' Kickin címmel. A zenekar még 1974 elején – röviddel a Live 'n' Kickin megjelenése előtt – feloszlott. Bruce még ebben az évben megjelentette Out of the Storm című negyedik szólólemezét. Ugyanebben az évben vendégként játszott Frank Zappa Apostrophe (') lemezének címadó dalában. Bruce a dal társszerzőként lett jegyezve, bár 1992-ben a Tylko Rock című lengyel zenei magazin interjújának keretében Jack tréfásan azt mondta Wiesław Weiss újságírónak, hogy ő csak a csellószólamot játszotta fel. Ezt nyilván tréfának szánta, hiszen az Apostrophe (') számban és az albumon egyáltalán nem szerepel a cselló mint hangszer.
1973-ban közreműködött Lou Reed Berlin című lemezén.
1975-ben egy turné keretében népszerűsítették az Out of the Storm albumot. A turnézenekart olyan kiváló zenészek erősítették mint a korábbi The Rolling Stones tag Mick Taylor, a dzsesszorgonista Carla Bley (akinek Bruce játszott 1971-es Escalator over the Hill című lemezén). A turné során a manchesteri Free Trade Hallban rögzített anyag a Live '75 albumon került kiadásra. Mick Taylor ezután elhagyta a zenekart. Még 1973-ban Jack harmadszor is megnősült – Mick Taylor korábbi feleségét, Rose Taylor Millart vette el, azonban ez a házasság is meglehetősen rövid ideig tartott, 1977-ben végül elváltak.
1977-ben Jack Simon Phillips dobossal és Tony Hymas billentyűssel új formációt alakított. Az együttes How's Tricks címmel rögzített egy albumot és egy világ körüli turnén próbálták népszerűsíteni. A lemez kereskedelmi kudarc volt. A következő Jet Set Jewel című album készítése felfüggesztésre került, mert közben Bruce szakított addigi kiadójával, az RSO-val. 1979-ben a Mahavishnu Orchestra tagjaival turnézott újra John McLaughlin társaságában, Billy Cobham dobossal. A '70-es években felvett kiadatlan felvételeit a BBC egy három CD-ből álló gyűjteményben adta ki 2008-ban Spirit címmel.

#### '80-as évek
1979-re Bruce kábítószer-fogyasztási szokásai rengeteg pénzt emésztettek fel, anyagi helyzete meggyengült. Elvette negyedik feleségét, Margrit Seyffert, aki rögtön elkezdte üzleti szempontok szerint szervezni Bruce karrierjét (2003 szeptemberében Bruce megvált menedzserétől, Mick Cartertől, azóta felesége a menedzsere is). Jack közben session zenészként dolgozott olyan zenészeknek, mint Cozy Powell, Gary Moore és Jon Anderson, hogy pénzt gyűjtsön. 1980-ra újra sínre került a karrierje, új zenekart alakított a dobos Billy Cobham, a gitáros Clem Clempson és a billentyűs David Sancious társaságában. Az I've Always Wanted című lemezük anyagával koncertturnéra mentek, de az album végül nem hozott átütő piaci sikert. A 80-as évek elején újra csatlakozott Alexis Korner Rocket 88 nevű együtteséhez. Ennek nyomán rögzítették az együttes nevével azonos című koncertlemezt Hannoverben. A lemez anyagát Ian Stewart hangszerelte. Ugyanitt felvettek Blues & Boogie Explosion címmel is egy lemezt, ami a Jeton kiadó gondozásában jelent meg. Bruce ugyanebben az évben közreműködött a Soft Machine Land of Cockayne lemezén.

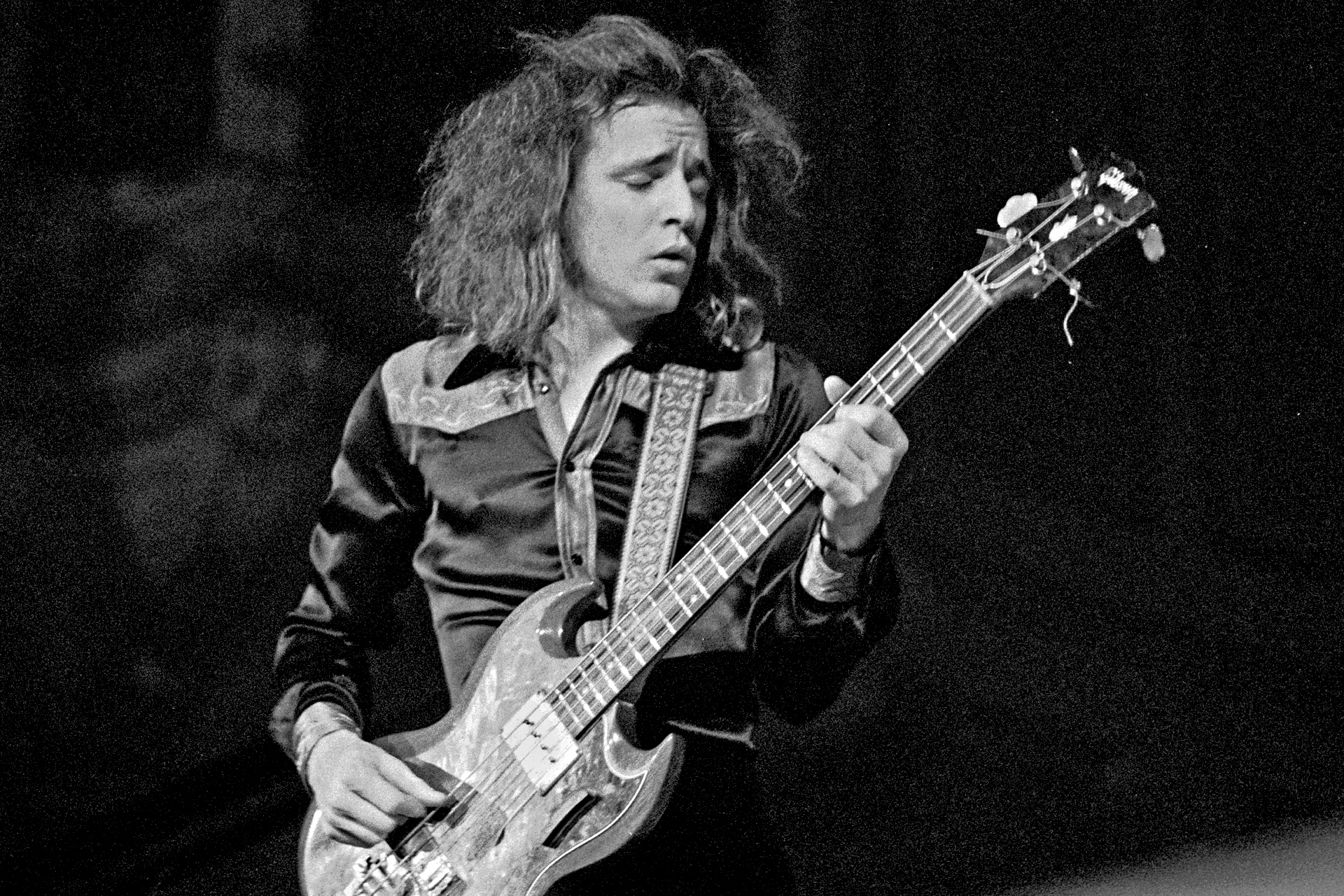
Jack Bruce 1972-ben

1981-ben együtt dolgozott a Robin Trowerrel, a legendás Procol Harum gitárosával. Két albumot adtak power trió felállásban ki: a BLT-t (Bruce, Lordan, Trower nevek kezdőbetűjéből) és a Truce-t (Trower, Bruce – mozaikszó a nevekből). Az első albumon Bill Lordan, a másodikon Reg Isidore dobolt. A BLT kisebb sikert aratott az Egyesült Államokban. Mivel Bruce-nak ebben az időben nem volt szerződése egy nagy kiadóval sem, következő lemezét – Automatic címmel – egy kis német kiadó, az Intercord jelentette meg 1983-ban. A európai lemezbemutató turné idejére csatlakozott az együtteshez Bruce Gary dobos, és Dave Sancious is.
1982-ben egy alkalmi formációban – A Gathering Of Minds – játszott együtt Billy Cobhammel, Allan Holdsworth-szel, Didier Lockwood-dal és David Sancious-zel a Montreux-i dzsesszfesztiválon.
1983-ban kezdett együttdolgozni Kip Hanrahan zenei producerrel, ennek nyomán albumok sorát jelentették meg. Közös munkájuk a Desire Develops an Edge, Vertical's Currency, A Few short Notes from the End Run és az Exotica and All Roads are made of the Flesh. A szakmai kritika pozitívan fogadta a lemezeket, és egyértelmű siker volt az együttműködés. Pete Brown szövegírón kívül Kip Hanrahannal volt a leghosszabb együttműködése pályája során.
1983-ban közreműködött Allan Holdsworth Road Games című lemezén
1985-ben énekelt és szájharmonikázott a Silver Bullet Golden Palominos dalban. A szám a Visions of Excess lemezen jelent meg.
1986-ban újra felvette a híres Cream-dalt, az I Feel Freet, amit a Renault 21 reklámjához használták fel.
A Something Els című szólóalbumán – amelynek anyagát 1986 és 1992 között rögzítette Németországban – újra együtt játszott Eric Claptonnal. A lemez – bár kicsit megkésve – elnyerte a kritikusok elismerését. Az albumon Maggie Reilly is közreműködik.
A 80-as években Németországban rögzített TV-koncertjeit Jack Bruce at Rockpalast (2005) címmel adta ki egy dupla DVD-n.

#### '90-es évek
1989-ben Ginger Bakerrel rögzített egy albumnyi anyagot, amit szólólemezként Question of Time címmel jelentetett meg. Baker és Bruce együtt turnéztak a lemez kapcsán az Egyesült Államokban, illetve az 1990-es Montreux-i dzsesszfesztiválon. Együtt felkérték az ír blues-rock gitáros-énekes Rory Gallaghert – akinek Taste nevű zenekara egyébként előzenekar volt a Cream búcsúkoncertjén –, hogy néhány dalt közösen adjanak elő a színpadon. 1993-ban Baker és néhány régi zenész-barát és kolléga Bruce-szal együtt egy különleges koncertet adott Kölnben, hogy megünnepeljék Jack 50. születésnapját. A koncerten vendég volt az ír blues-rock gitáros Gary Moore is. A koncertfelvételek lemezen még ebben az évben Cities of the Heart címmel kerültek kiadásra. A sikeres együttműködés gyümölcseként Baker, Bruce és Gary Moore megalakította a BBM nevű power triót, és Around the Next Dream címen egy rendkívül sikeres lemezt jelentettek meg, ami az Egyesült Királyságban felkerült a 10-es slágerlistára. A Bruce és Baker közötti régi ellentétek azonban újra feltámadtak, és az együttes a lemezbemutató turné után feloszlott. Bruce ezután 1995-ben a Funkadelic alapító tag orgonista Bernie Worrell-lel adott ki Monkjack címmel egy albumot. A lemezen Bruce zongorázik és énekel.
Jack ezután egy skót film, a The Slab Boys with Lulu zenei anyagán kezdett dolgozni, amely 1997-ben került kiadásra. Még ebben az évben csatlakozott Ringo Starr együtteséhez – a Ringo Starr All-Starr Bandhez –, amelyben Peter Frampton volt a gitáros. A denveri (CO, USA) turnéhelyszínen csatlakozott az együtteshez Ginger Baker is: a Baker, Bruce, Frampton trióval egy rövid szettet játszottak klasszikus Cream-dalokból. 2000-ben továbbra is Ringo zenekarával turnézott.

#### 2000-es évek

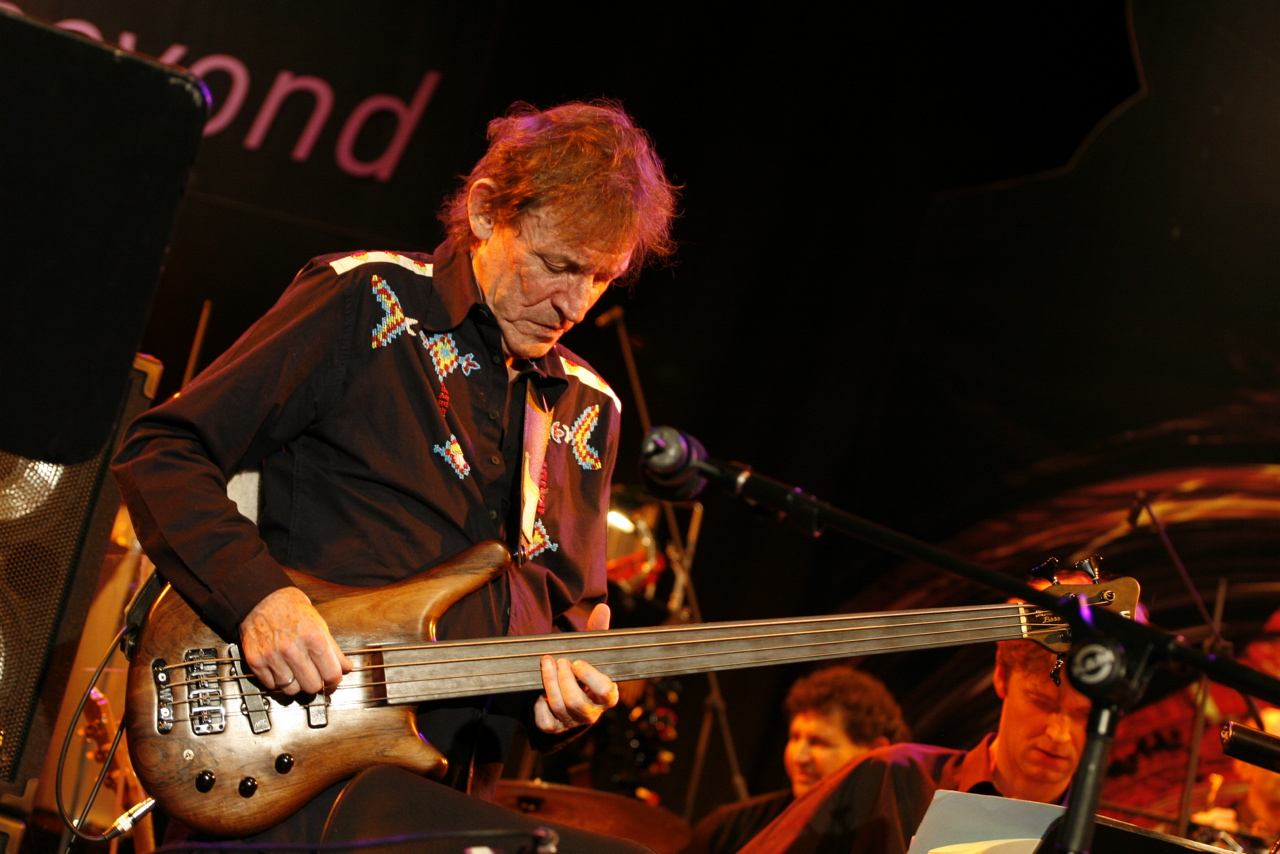
Jack Bruce a frankfurti Német Dzsessz Fesztiválon 2006. október 26-án Warwick Thum Signature bund nélküli basszusgitárjával

2001-ben Bruce újra összeállította egyik legsikeresebb zenekarának egy változatát Bernie Worrell-lel, Vernon Reid-del, a Living Colour gitárosával, és Kip Hanrahan háromfős latin ritmus-szekciójával. Az együttes Shadows in the Air lemezén Eric Clapton is közreműködik, és hallható a Sunshine of Your Love újabb feldolgozása. 2003-ban az együttes More Jack than God címmel adott ki egy albumot, továbbá egy koncert DVD-t Live at Canterbury Fayre címmel.
Jack még 2002 nyarán részt vett egy sztárokból álló zenekarral az A Walk Down Abbey Road turnén, aminek célja a The Beatles előtti tisztelgés volt. Az alkalmi együttes tagja volt még Bruce-on kívül Alan Parsons, Todd Rundgren, Christopher Cross, Mark Farner, Eric Carmen, Godfrey Townsend, John Beck és Steve Murphy. A turné után Godfrey-vel és Murphy-vel azon év októberében játszottak néhány koncertet a New York-i BB King Blues Club-ban.
Bruce-nak ebben az időszakban egészségügyi problémái támadtak – 2003 nyarán májrákot diagnosztizáltak nála. Még ebben az évben májátültetést hajtottak végre rajta, ami majdnem végzetes kimenetelűnek bizonyult, mert Bruce szervezete először nem fogadta be az új szervet. Visszatérése alkalmából Mándoki László szervezett egy nagyszabású koncertet Németországban Sunshine of Your Love címmel.
2005 májusában ismét összeállt a legendás Cream triója – Baker, Bruce és Clapton. Négy teltházas koncertet adtak a londoni Royal Albert Hallban. Az eseményről hang- és képfelvétel készült, ill. CD/DVD formájában is kiadásra került Royal Albert Hall London May 2–3–5–6 2005 címmel. Az előadásokat 2005 októberében három – szintén teltházas – koncert erejéig megismételték a New York-i Madison Square Gardenben. A két előadás-sorozat között Bruce Gary Moore és Gary Husband társaságában a 2004 decemberében elhunyt zenész-barát és kolléga Dick Heckstall-Smith emlékére rendezett koncerten lépett fel.
Betegsége után 2006-ban tért vissza teljes erővel a munkába a frankfurti Német Dzsessz Fesztiválon. A HR Big Banddel rögzített koncertje 2007-ben HR Big Band Featuring Jack Bruce címmel a hrMedia (Hessischer Rundfunk) kiadó gondozásában jelent meg CD-n. A kiadvány elnyerte a kritikusok tetszését. 2007-ben a Skót Királyi Akadémia a tiszteletére róla nevezte el egyik próbatermét. Az avatóünnepségen Clem Clempsonnel, Ronnie Leahy-vel és Gary Husbanddel alkotott együttesével lépett fel. 2008-ban ismét együtt dolgozott a Seven Moons című album erejéig Robin Trowerrel. A lemezen Gary Husband is közreműködött.
2008 májusában Bruce 65 éves lett és ezt a mérföldkövet két különleges kiadvánnyal ünnepelte. A Spirit egy három CD-ből álló gyűjtemény, a Can You Follow? pedig egy hat CD-t tartalmazó szett. A lemezek – a Kip Hanrahannel töltött időt leszámítva – átfogó képet adnak Bruce 1963 és 2003 közötti négy évtizedes munkásságáról.
Jack Bruce transzplantáció utáni felépülése és egészségi állapotának nagyfokú javulása ahhoz vezetett, hogy 2008-ra szabadtéri koncertek egész sorát vállahatta az Egyesült Államokban. 2008 júliusában Godfrey Townsenddel és Steve Murphy-vel fellépett a Hippiefest Touron. A csapat tagja volt még Manny Focarazzo billentyűs is. Még ugyanebben az évben betársult a 2002-ben elhunyt, korábbi The Who basszusgitáros John Entwistle együttesébe, a John Entwistle Bandbe, és emlékkoncertet adtak a tiszteletére. 2008 novemberében a BBC Big Banddel rögzített egy koncertet – big-bandes hangszerelésben adva elő klasszikus dalait. Ez év decemberében Londonban Ginger Bakerrel koncertet adtak Lifetime Achievement Award címmel. A koncerten játszott a szaxofonos Courtney Pine is. Negyven éve első alkalommal játszotta nyilvánosság előtt a GBO klasszikusát, a Traintime-ot.
Ugyanebben a hónapban Bruce, Vernon Reid gitáros, Cindy Blackman dobos és John Medeski orgonista Japánban The Tony Williams Lifetime emlékkoncertet adott – az eseményt a japán televízió HD-ben sugározta. 2009 tavaszán Trowerrel és Husbanddel egy sor koncertet adtak Európában. Ugyanezen turné amerikai állomásait Bruce romló egészségi állapota miatt törölni kellett. Visszatérése után nyári koncertek sorozatát adták Olaszországban, Norvégiában és az Egyesült Királyságban. A turné a Seven Moons CD- és DVD-koncertverziójának bemutatására és népszerűsítésére szolgált. A koncert-anyagot 2009 februárjában Nijmegenben (Hollandia) rögzítették.
2009-ben díszdoktori címet kapott a Glasgow Kaledóniai Egyetemtől Glasgow kultúrájáért, és általában a zenéért végzett tevékenysége elismeréseként.
2009 augusztusában az 1983-as Automatic szólóalbumot kiadták CD-n. Ezzel összes szólóanyaga – az 1969-es Songs for a Tailorral kezdődően – elérhetővé vált CD-n is. Ezen kívül a How's Tricks CD korábban kiadatlan anyagokat is tartalmaz.

#### 2010-es évek
2009 októberében Bruce fellépett a Ronnie Scott Club 50. évi fennállását ünneplő előadáson. A nagy siker nyomán három további időpont került lekötésre 2010 márciusára. 2010 februárjában jelent meg Harry Shapiro tollából Jack Bruce életrajza Jack Bruce Composing Himself címmel, a Jawbone Press gondozásában. A könyv elkészítésében közreműködött Alexis Korner, Graham Bond és Eric Clapton is. A Cream tagok közül Claptonnak már 2007-ben megjelent az életrajza Clapton címmel (2010-ben egy önéletrajzi kötete is Clapton: The Autobiography), 2009-ben Ginger Bakernek is (Hellraiser). Pete Brownnak – aki a Cream-dalok nagy részének szövegeit írta és évtizedeken keresztül dolgozott együtt Bruce-szal – is megjelent 2010 szeptemberében egy életrajzi kötete White Rooms & Imaginary Westerns címmel. Érdekes összevetni a köteteket, mert nem pontosan ugyanúgy írják le a Cream történetének eseményeit. De tekintve azt, hogy mindnyájan elismerték: kábítószer-fogyasztók voltak abban az időben, ez aligha meglepő.
2010 nyarán Jack ismét Amerikában turnézott a Hippiefest Tour keretein belül a szokásos Godfrey Townsend, Steve Murphy és Manny Focarazzo felállással. A turné alatt gyermekei megszervezték, hogy The Lost Tapes (Elveszett szalagok) címmel CD-n megjelentessék addig kiadatlan felvételeit. A kiadványt az internetről is letölthetővé tették.
2011. január 14-én a Music Merchants Show harmadik díjat nyert nemzetközi basszusgitáros kategóriában. Az első helyet posztumusz Jaco Pastorius, a másodikat Nathan Watts kapta. A díjat Larry Hartke, a Hartke basszusgitár-erősítőket, hangfalakat, kiegészítőket gyártó cég alapítója adta át. „Egyszerűen fogalmazva: Jack Bruce az oka annak, hogy elkezdtem érdeklődni a basszusgitárok után,” mondja Hartke. „Jack megváltoztatta a basszus szerepét a zenében, és úgy játszik a hangszeren, hogy már a látvány is szórakoztató. Számomra a legnagyobb megtiszteltetés, hogy átadhatom ezt a díjat hősömnek és barátomnak.”
Első webes CD-kiadványa, a Live at the Milkyway 2010 októberében jelent meg. A dupla album az Egyesült Királyságban 2011 februárjában került piacra. A lemez népszerűsítését elősegítendő Bruce négy koncertet adott a Ronnie Scott Jazz Clubban mint Ronnie Scott Blues Experience, majd további tízet szerte az Egyesült Királyságban. Jack Bruce már harmadik egymást követő éven játszott koncertsorozatot a Ronnie Scott Jazz Clubban – hasonlóan Eric Clapton évente visszatérő Royal Albert Hallos fellépéseihez.
A Lifetime Tribute Banddel az Egyesült Államokban tíz koncertet adtak dzsesszklubokban. Szokatlan módon az előadások kora délutáni időpontban kezdődtek. A pozitív visszajelzések arra ösztönözték a zenekart, hogy Spectrum Road névre átnevezve magukat (ez egy szám címe az első 1969-es Emergency című Lifetime albumról) stúdióba vonuljanak és egy új albumot rögzítsenek.
2011. június 4-én Bruce egy különleges koncertet adott a Royal Festival Hallban, amely fennállásának 60. évfordulóját ünnepelte. Az este egyben a brit blues 50 éves fennállásának ünneplés is volt – Jack a Big Blues Band nevű formációjával játszott. A nem sokkal korábban elhunyt Gary Moore-t vendégként Joe Bonamassa helyettesítette.
A Big Blues Band a Royal Festival Hall-beli fellépés után, 2011 nyarán koncertek sorozatát adta az Egyesült Királyságban és Európában. Bruce július 3-án mint vendég fellépett a The Staxs (Stax tribute zenekar) koncertjén a Cornbury Fesztiválon Oxfordshireben. Az eseményt az Abbey Road stúdió rögzítette.
2012-ben Bruce részt vett a 2011-ben elhunyt Gerry Rafferty emlékére rendezett koncerten Glasgow-ban.

## Magánélete
Jack Bruce az angliai Suffolk-ban élt 2014. október 25-én bekövetkezett haláláig.

## Diszkográfia
Ez a felsorolás Jack Bruce szólólemezeit tartalmazza.
- Songs for a Tailor, 1969. szeptember
- Things We Like, 1970. december (a felvételek 1968 augusztusában készültek)
- Harmony Row, 1971. szeptember
- Out of the Storm, 1974. november
- Live at Manchester Free Trade Hall '75, 1975. június (a dupla CD változat 2003-ban került kiadásra)
- How's Tricks, 1977. március
- Spirit – Live at the BBC 1971–1978, 1971–1978 (a háromlemezes CD-változat 2008-ban került kiadásra)
- Jet Set Jewel, 1978. (2003-ban került kiadásra)
- I've Always Wanted To Do This, 1980. december
- Automatic, 1983. január
- Something Else, 1987. (1993-ban került kiadásra)
- A Question of Time, 1990. január
- Cities of the Heart, 1994. március (dupla koncertalbum)
- Monkjack, 1995. szeptember
- Shadows in the Air, 2001. július
- Live at the Milky Way, 2001. október (2010-ben került kiadásra)
- More Jack than God, 2003. szeptember
- Live with the HR Big Band, 2007. december
- The Anthology – Can You Follow?, 2008. május (hat CD-t tartalmazó antológia)

## Fordítás
- Ez a szócikk részben vagy egészben  a   Jack Bruce című angol Wikipédia-szócikk ezen változatának fordításán alapul.  Az eredeti cikk szerkesztőit annak laptörténete sorolja fel. Ez a jelzés csupán a megfogalmazás eredetét és a szerzői jogokat jelzi, nem szolgál a cikkben szereplő információk forrásmegjelöléseként.